# Waldsteiniasläktet
Waldsteiniasläktet (Waldsteinia) är ett växtsläkte i familjen rosväxter med cirka sex arter från norra tempererade zonen. Det har fått sitt namn efter Franz Adam von Waldstein.
De är fleråriga örter med krypande jordstammar som ofta bildar utlöpare. Bladen är vanligen basala och mer eller mindre flikiga eller trefingrade. Blommorna är toppställda på fina stjälkar. Ytterfodret har fem flikar, foderbladen är fem, smalt lansettlika och spetsiga. Kronbladen är fem, gula. Blomman innehåller många ståndare. Frukten består av 2-6 nötter.